# Kim Basinger
Kimila Ann Basinger (Athens (Georgia), 8 december 1953) is een Amerikaans actrice.

## Biografie
Basinger werd geboren in Athens als derde van vijf kinderen in een showbizz-gezin. Haar vader speelde jazz in een bigband, en haar moeder had in diverse Esther Williams-films in het waterballet meegedaan. Basinger werd, omdat ze verlegen en introvert was, al op vroege leeftijd naar de balletschool gestuurd. Toen ze zestien was, deed ze mee aan de lokale missverkiezing. Ze won in Athens, daarna in Georgia, en mocht toen meedoen aan de landelijke verkiezing. Daar werd ze door een modellenbureau gecast, en werkte enige jaren als model, waarbij ze $ 1000 per dag verdiende.
Tussen 1980 en 1988 was ze getrouwd met Ron Snyder-Britton, en van 1993 tot 2002 met acteur Alec Baldwin, met wie ze na de scheiding een lange rechtszaak voerde over de voogdij van hun kind.

## Carrière
In de tweede helft van de jaren 70 kreeg ze kleine rollen in series als Charlie's Angels, en haar doorbraak kwam als bondgirl Domino Derval in de James Bondfilm Never Say Never Again uit 1983. Hierna speelde ze in andere bekende films zoals Nine 1/2 Weeks (1986) en Nadine (1987). Een belangrijke rol had ze in Batman (1989) en L.A. Confidential (1997). Voor deze laatste film ontving ze een Oscar voor de beste vrouwelijke bijrol.

## Films
- Hard Country (1981)
- Mother Lode (1982)
- Never Say Never Again (1983)
- The Man Who Loved Women (1983)
- The Natural (1984)
- Fool for Love (1985)
- Nine 1/2 Weeks (1986)
- No Mercy (1986)
- Nadine (1987)
- Blind Date (1987)
- My Stepmother is an Alien (1988)
- Batman (1989)
- Final Analysis (1992)
- Cool World (1992)
- Wayne's World 2 (1993)
- The Real McCoy (film) (1993)
- Prêt-à-Porter (1994)
- The Getaway (1994)
- L.A. Confidential (1997)
- I Dreamed of Africa (2000)
- Bless the Child (2000)
- 8 Mile (2002)
- People I Know (2002)
- Cellular (2004)
- The Door in the Floor (2004)
- Even Money (2006)
- The Mermaid Chair (televisiefilm, 2006)
- The Sentinel (2006)
- While She Was Out (2008)
- The Informers (2008)
- The Burning Plain (2009)
- Charlie St. Cloud (2010)
- Third Person (2013)
- The Nice Guys (2016)
- Fifty Shades Darker (2017)

## Trivia
- Basinger is vegetariër.
- Haar grootmoeder was deels Cherokee-indiaan.
- Ze kocht en verkocht haar eigen stadje in Georgia: Braselton.
- De hoofdrol in Basic Instinct weigerde ze, waarop Sharon Stone werd gecast.